# Olivera de l'Amado
L'olivera de l'Amado, o l'olivera de ca l'Amado, al municipi de Bovera, a la comarca de les Garrigues, és un arbre molt antic i de molta grandària amb un perfil genètic únic, cosa per la qual se la considera una varietat —o l'única representat d'una varietat— catalana d'olivera. Des de temps que ja no es recorden, el seu fruit s'ha fet servir per a produir oli, tot i que les seves característiques agronòmiques encara estan en estudi. Segons Turisme les Garrigues, el volum d'aquest arbre és tal, que se n'ha de collir les abundants olives amb grua.